# Корчинская, Мария Александровна
Мария Александровна (Люциановна) Корчинская (англ. Maria Korchinska; 1895, Москва — 1982, Лондон) — русско-британская арфистка  и музыкальный педагог.

## Биография
Родилась 17 февраля (1 марта) 1895 года в Москве.
В 1903 году поступила в Московскую консерваторию; по совету своего отца с 1907 года решила сосредоточиться на арфе. Была ученицей Эрдели и Слепушкина. В 1911 году окончила консерваторию с золотой медалью.
Играла в оркестре Сергея Кусевицкого, в 1918 году после смерти Слепушкина возглавила кафедру арфы в Московской консерватории. С 1922 года выступала в составе Персимфанса, играла также в оркестре Большого театра.
В числе её учеников были: Вера Георгиевна Дулова, Дмитрий Романович Рогаль-Левицкий.
В 1922 году вышла замуж за графа Константина Александровича Бенкендорфа (1880—1959), бывшего морского офицера, флейтиста-любителя — сына последнего посла Российской империи в Великобритании А. К. Бенкендорфа, и благодаря этому в 1924 году получила возможность выехать с семьёй, в Великобританию. Выступала в Великобритании и других странах Европы как солистка и в составе различных ансамблей, в т. ч. с «Гриллер-квартетом» и в составе «Вигмор-ансамбля». В декабре 1943 года в Лондоне участвовала в премьере «Рождественских песен» Б. Бриттена под управлением автора (в 1944 года была сделана аудиозапись). 
Для неё были написаны ряд сочинений А. Бакса (в т. ч. Фантазия-соната для арфы и альта, 1927), Соната для флейты и арфы А. Г. Шапошникова (1924) и др. Среди многочисленных записей — Концерт Г. Ф. Генделя (с лондонским ансамблем «Барокко»). В 1960 году вместе с Фией Бергхаут Корчинская выступила организатором и руководителем ежегодного фестиваля «Неделя арфы» в Нидерландах.
В 1953 году Норман Паркинсон выполнил её портрет, который находится в Национальной портретной галерее Лондона.
Умерла в Лондоне 17 апреля 1982 года. Похоронена в Клейдоне, графство Суффолк. 
В 1983 году на о. Мэн (Великобритания) состоялся Международный конкурс арфистов им. М. Корчинской. 